# هیروشی اوکاموتو
هیروشی اوکاموتو (انگلیسی: Hiroshi Okamoto؛ زادهٔ ۲۷ اوت ۱۹۷۷) صداپیشگی در ژاپن اهل ژاپن است.